# هانده سوباشی
هانده سوباشی (انگلیسی: Hande Subaşı؛ زادهٔ ۲۱ فوریهٔ ۱۹۸۴) بازیگر اهل ترکیه است.
از فیلم‌ها یا برنامه‌های تلویزیونی که وی در آن نقش داشته‌است می‌توان به قیام ارطغرل اشاره کرد.